# Tillandsia bartramii
Tillandsia bartramii är en gräsväxtart som beskrevs av Stephen Elliott. Tillandsia bartramii ingår i släktet Tillandsia och familjen Bromeliaceae. Inga underarter finns listade i Catalogue of Life.